# Planetella lambertoni
Planetella lambertoni är en tvåvingeart som först beskrevs av Jean-Jacques Kieffer 1901.  Planetella lambertoni ingår i släktet Planetella och familjen gallmyggor.
Artens utbredningsområde är Frankrike. Inga underarter finns listade i Catalogue of Life.